# Leitchfield
Leitchfield é uma cidade localizada no estado americano de Kentucky, no Condado de Grayson.

## Demografia
Segundo o censo americano de 2000, a sua população era de 6139 habitantes.
Em 2006, foi estimada uma população de 6520, um aumento de 381 (6.2%).

## Geografia
De acordo com o United States Census Bureau tem uma área de
22,8 km², dos quais 22,7 km² cobertos por terra e 0,1 km² cobertos por água.

## Localidades na vizinhança
O diagrama seguinte representa as localidades num raio de 36 km ao redor de Leitchfield.